# かながわの橋100選
かながわの橋100選（かながわのはし100せん）は、神奈川県が1976年（昭和51年）から選定を始めた「かながわの50選・100選」シリーズのひとつで、1991年（平成3年）1月に選定された。
神奈川県内の市町村と一般県民から推薦を募集し、1991年（平成3年）1月に100か所の橋を選定したもの。なお、神奈川県は「かながわの50選・100選」シリーズの改訂・更新はないとしている。

## 各橋の概説

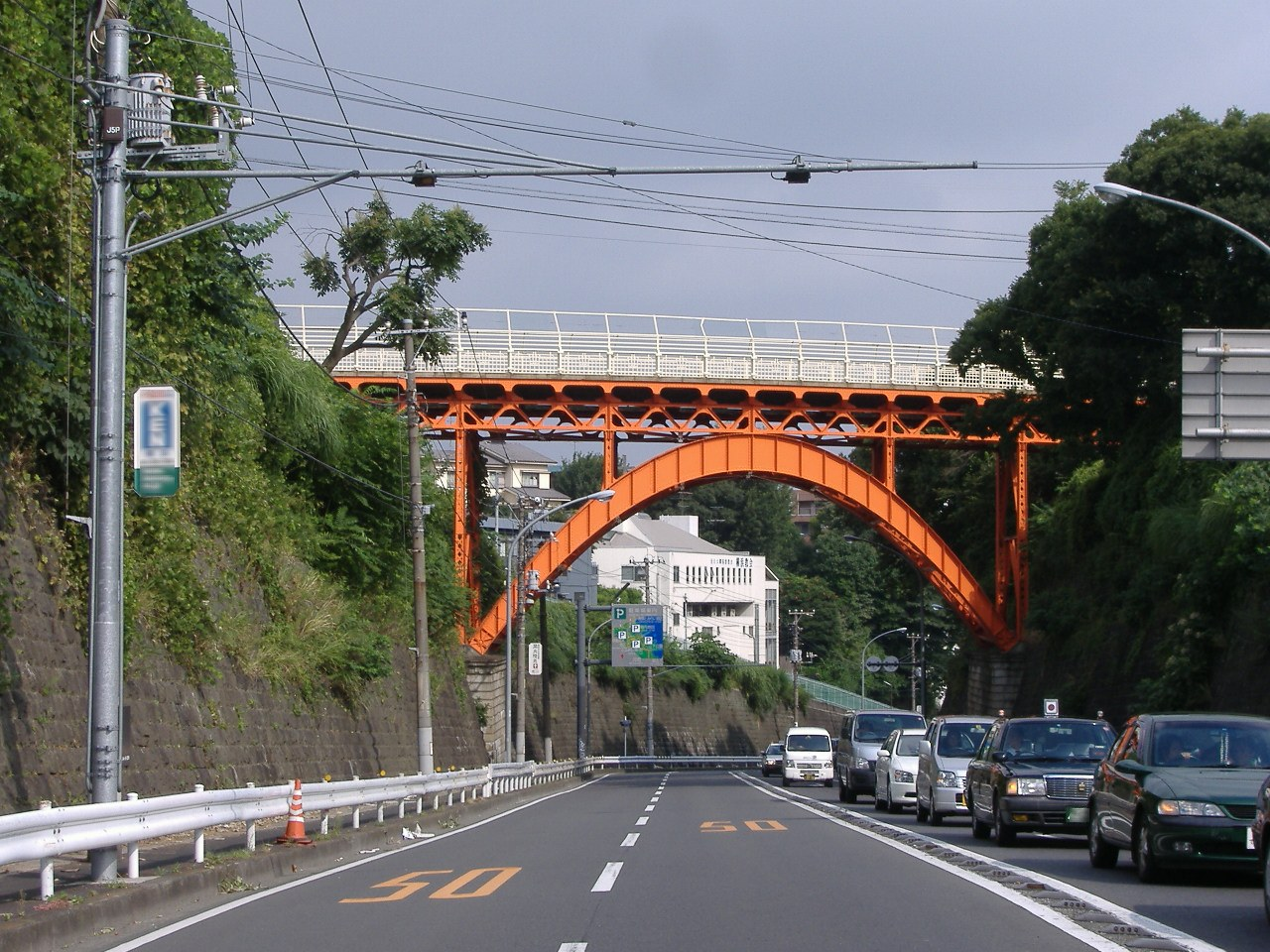
打越橋

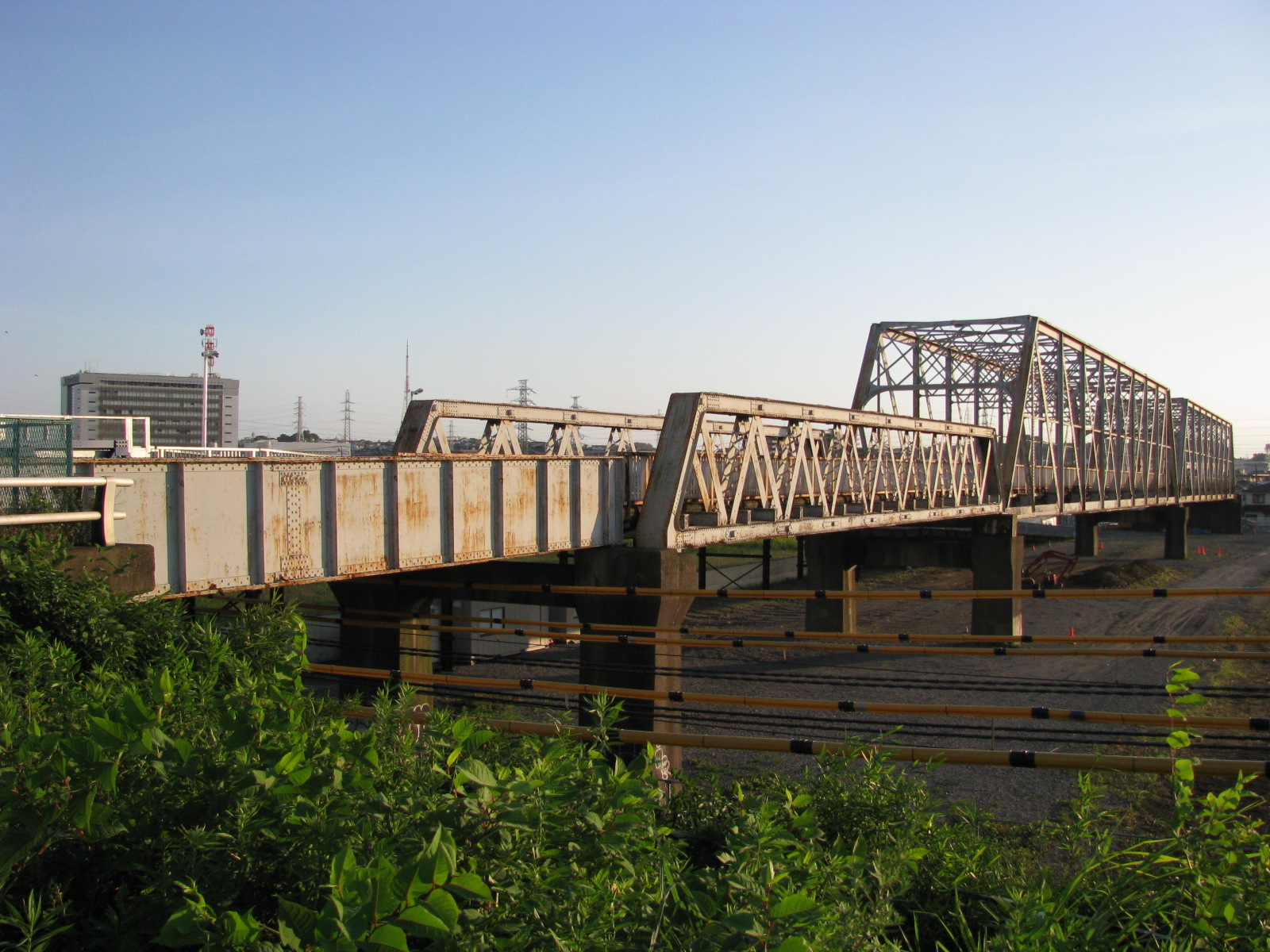
江ヶ崎跨線橋

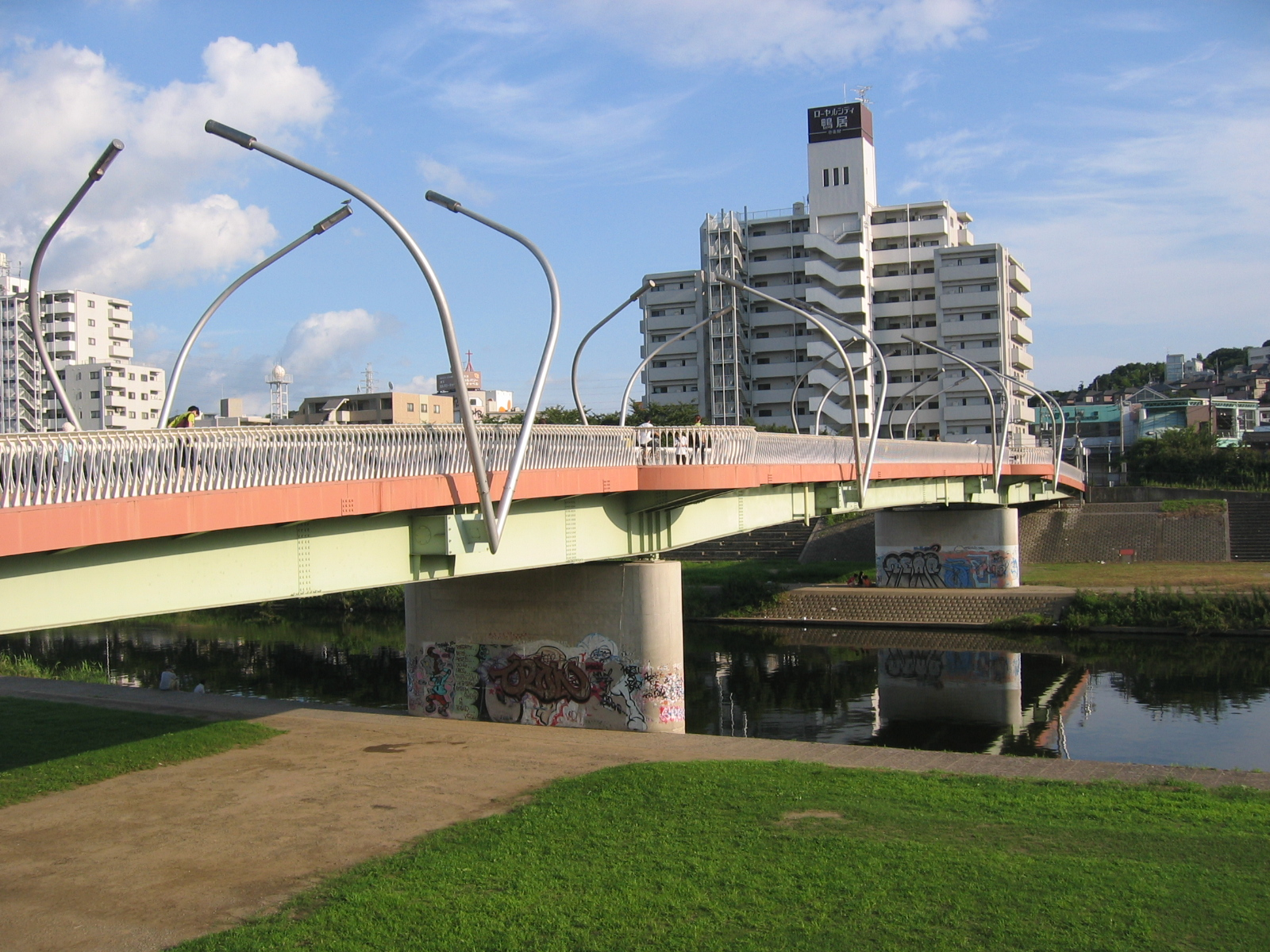
鴨池橋 （鶴見川）

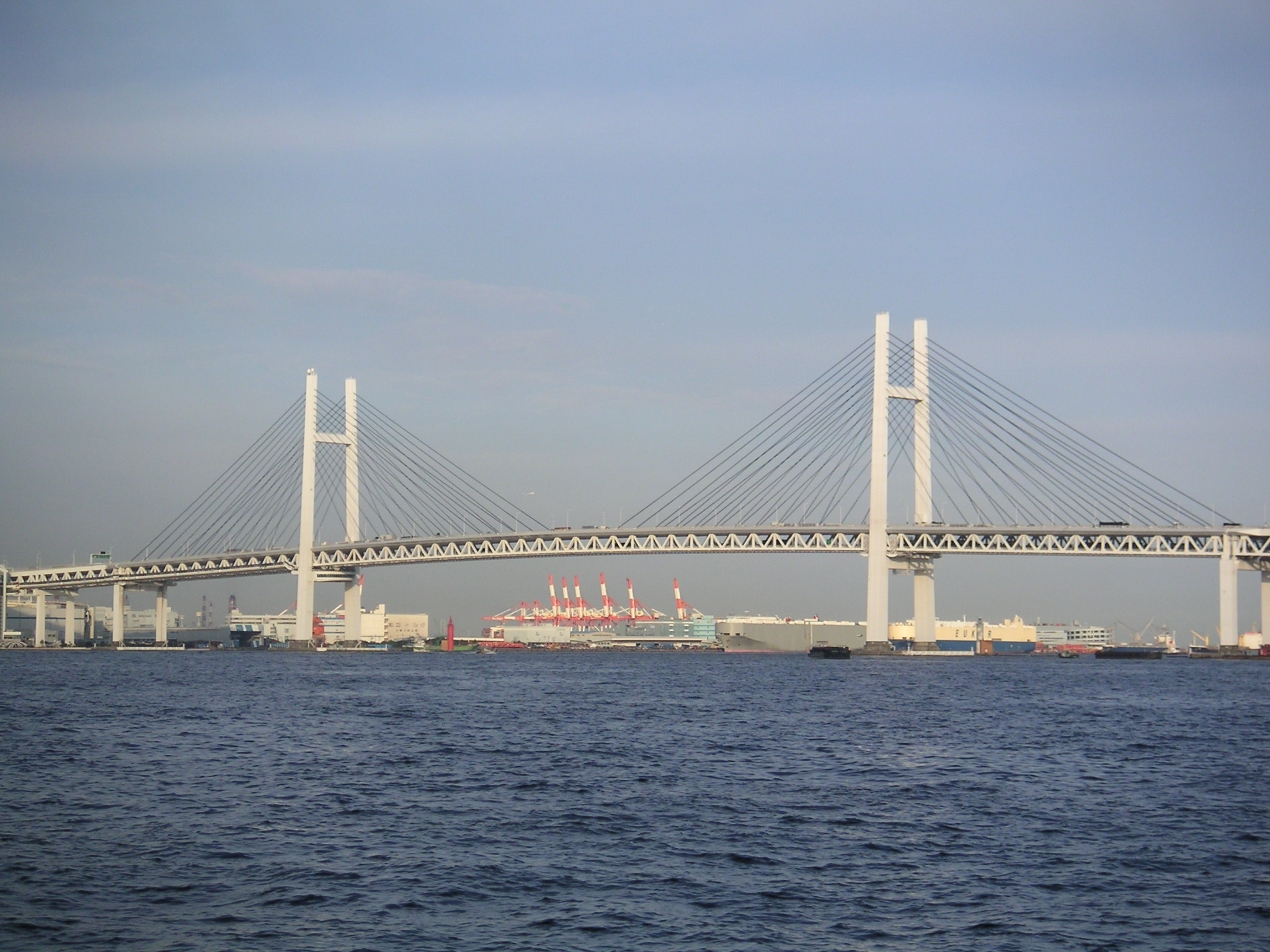
横浜ベイブリッジ

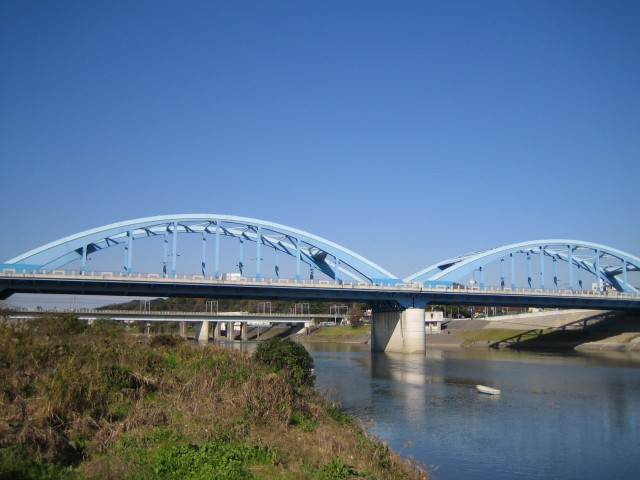
丸子橋 （多摩川）

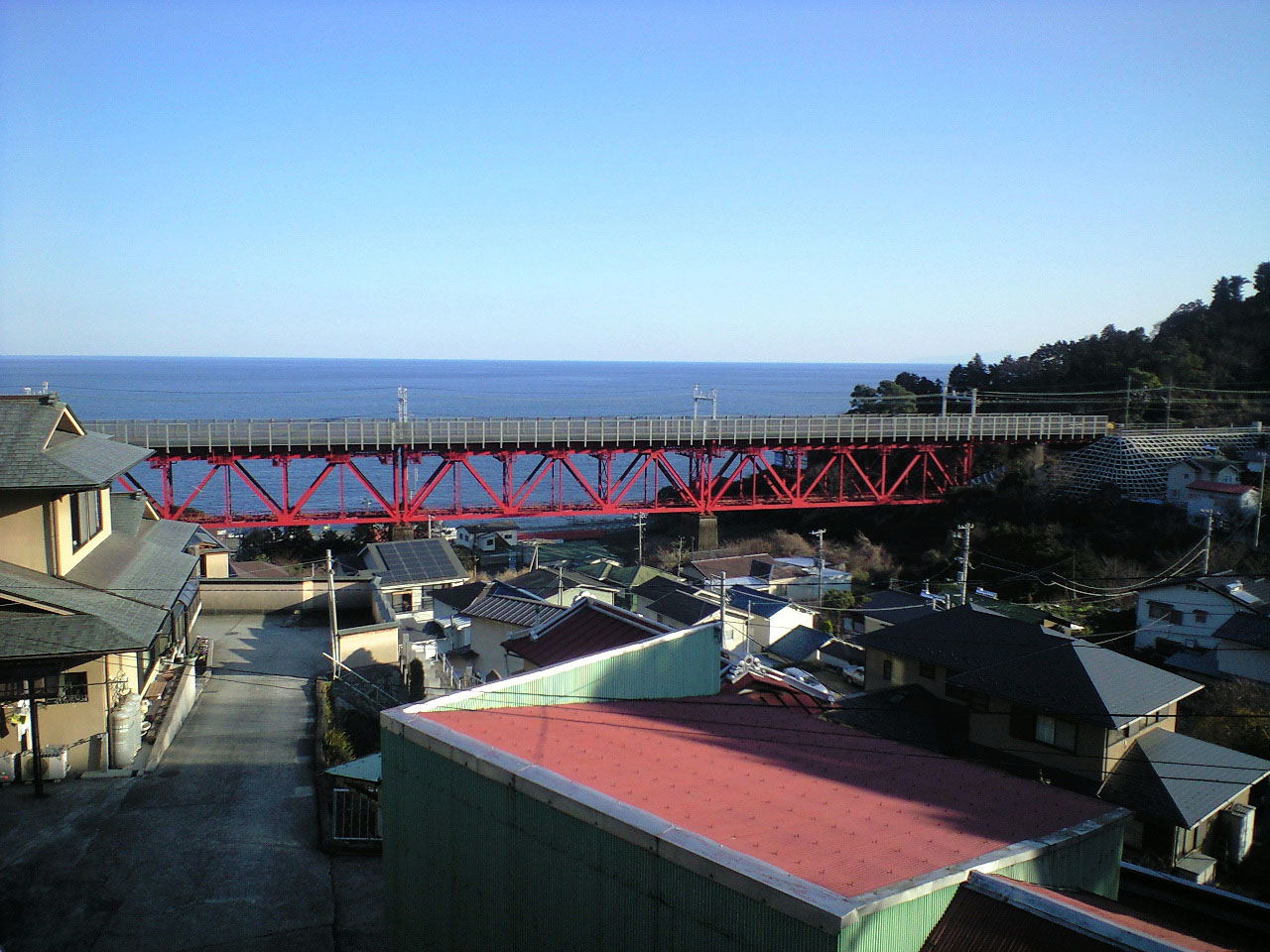
白糸川橋梁

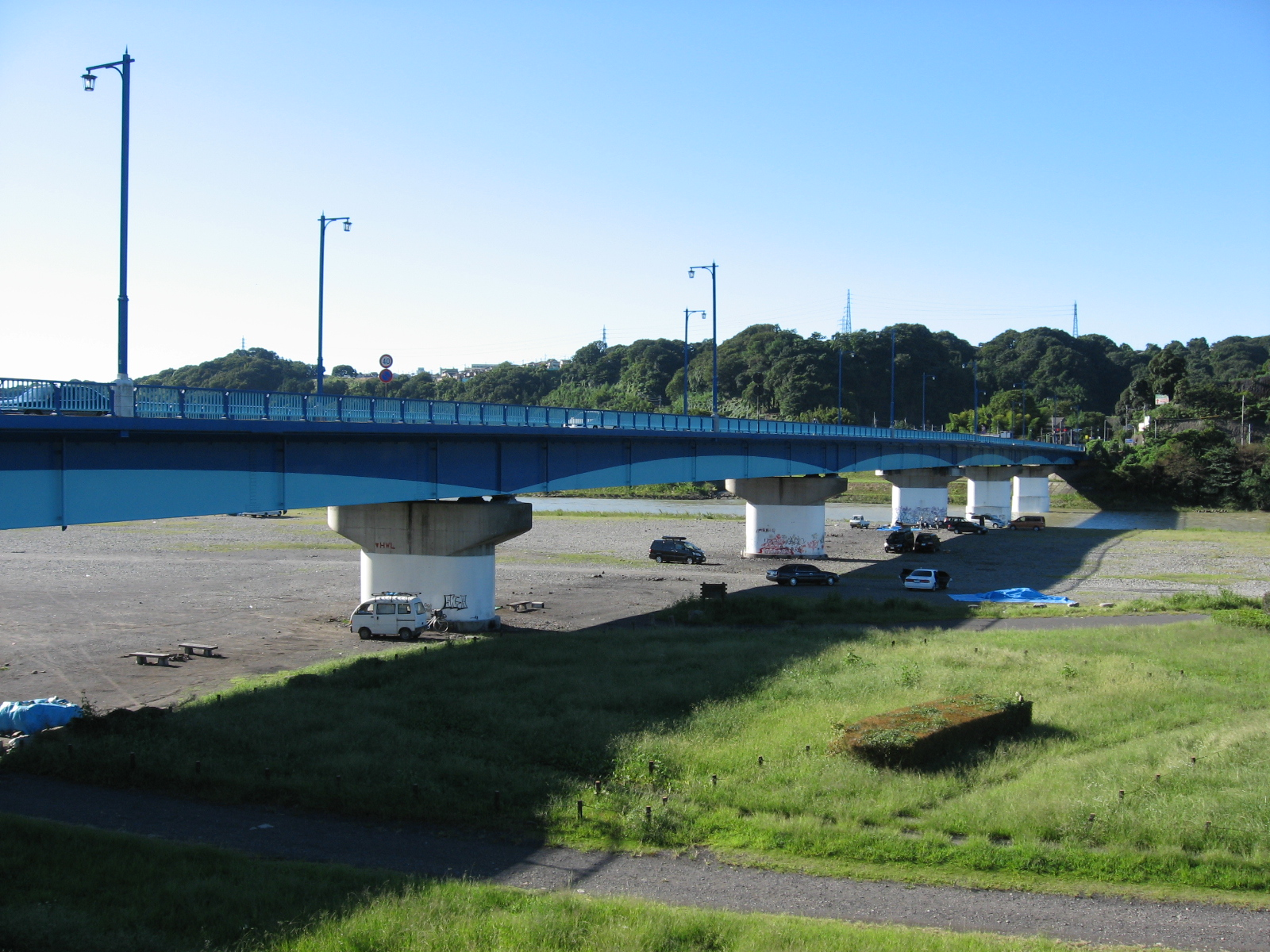
高田橋 （相模川）

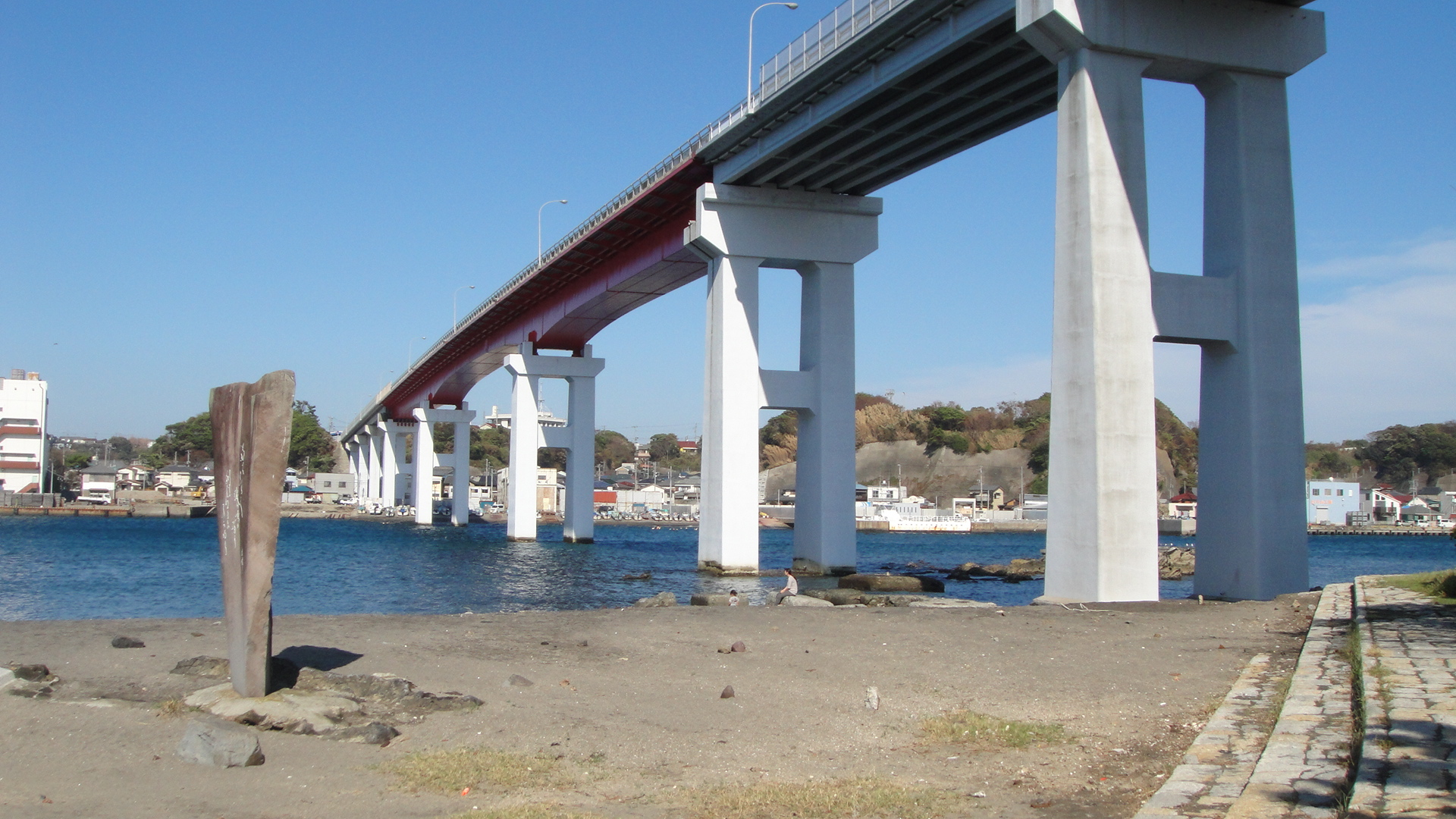
城ヶ島大橋

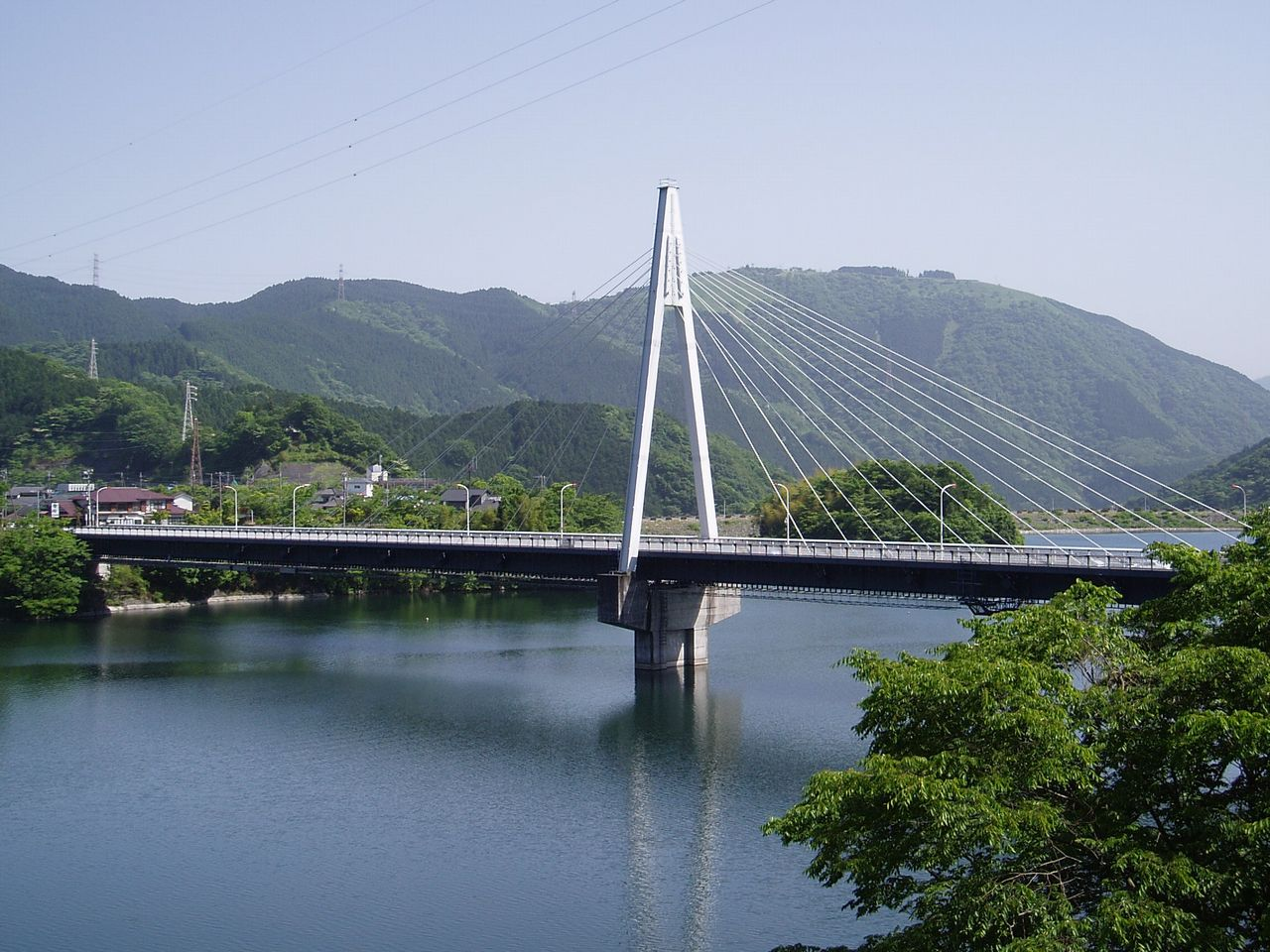
永歳橋 （丹沢湖）

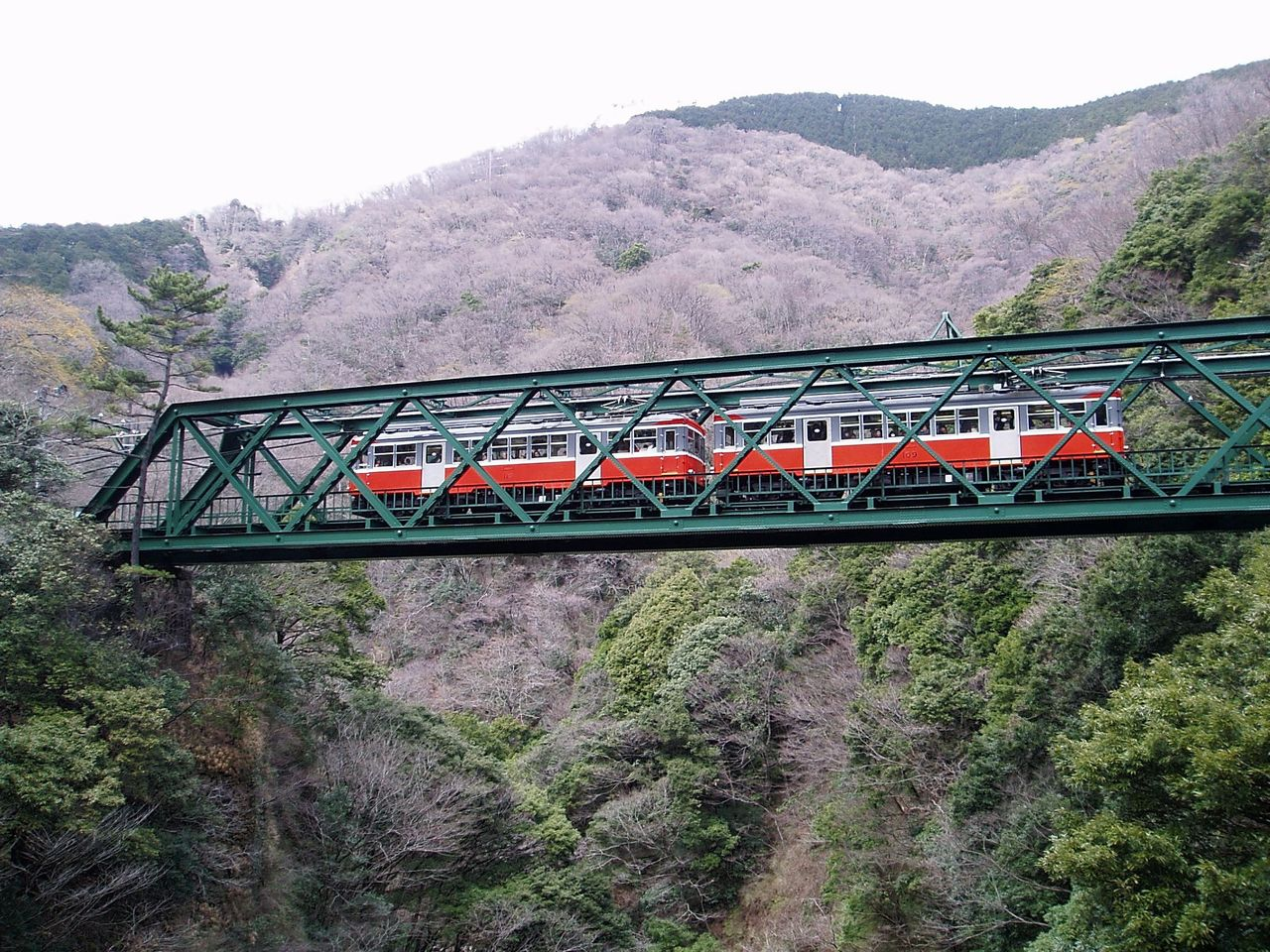
出山の鉄橋 （早川）

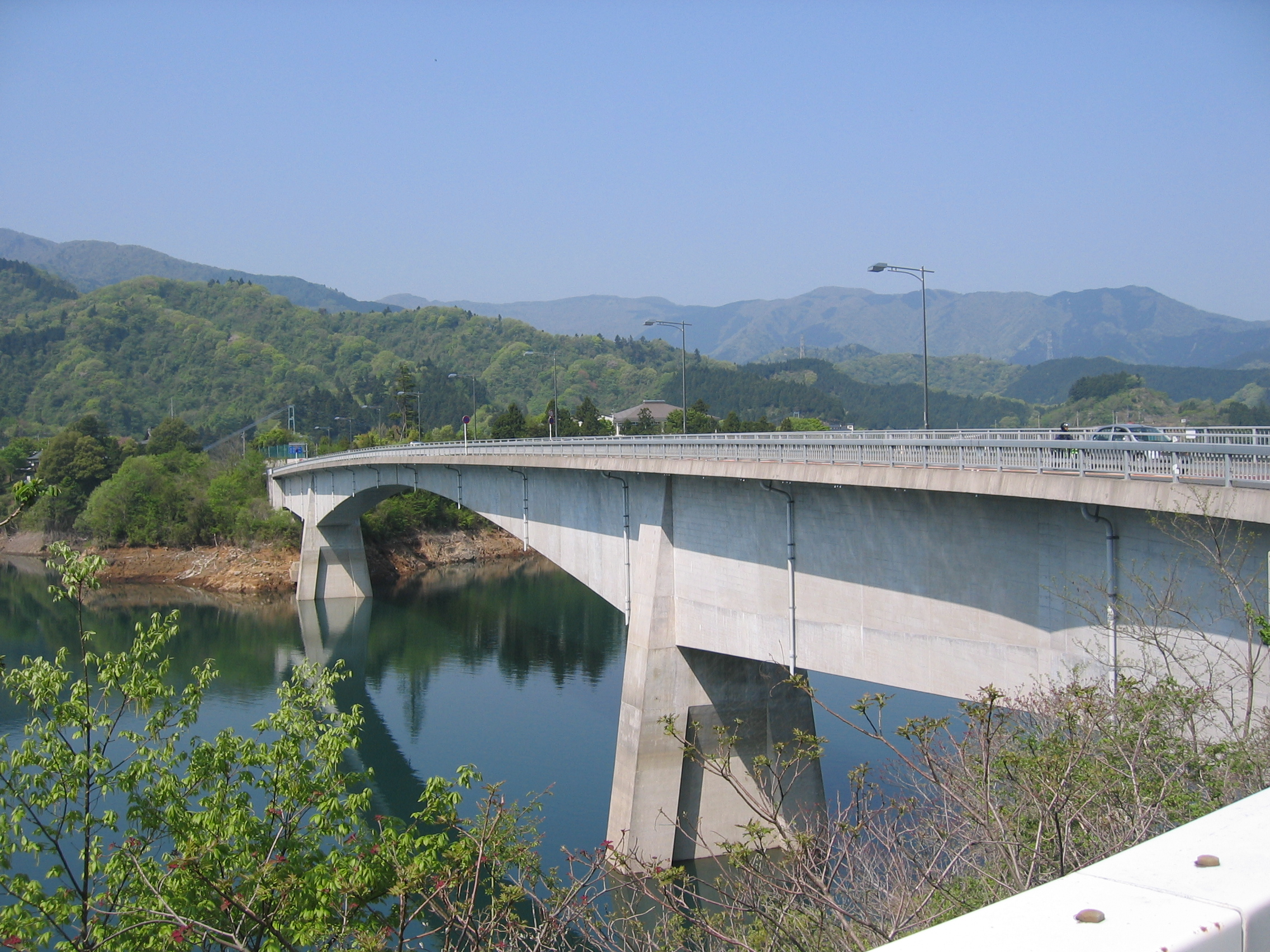
宮ヶ瀬大橋 （宮ヶ瀬湖）

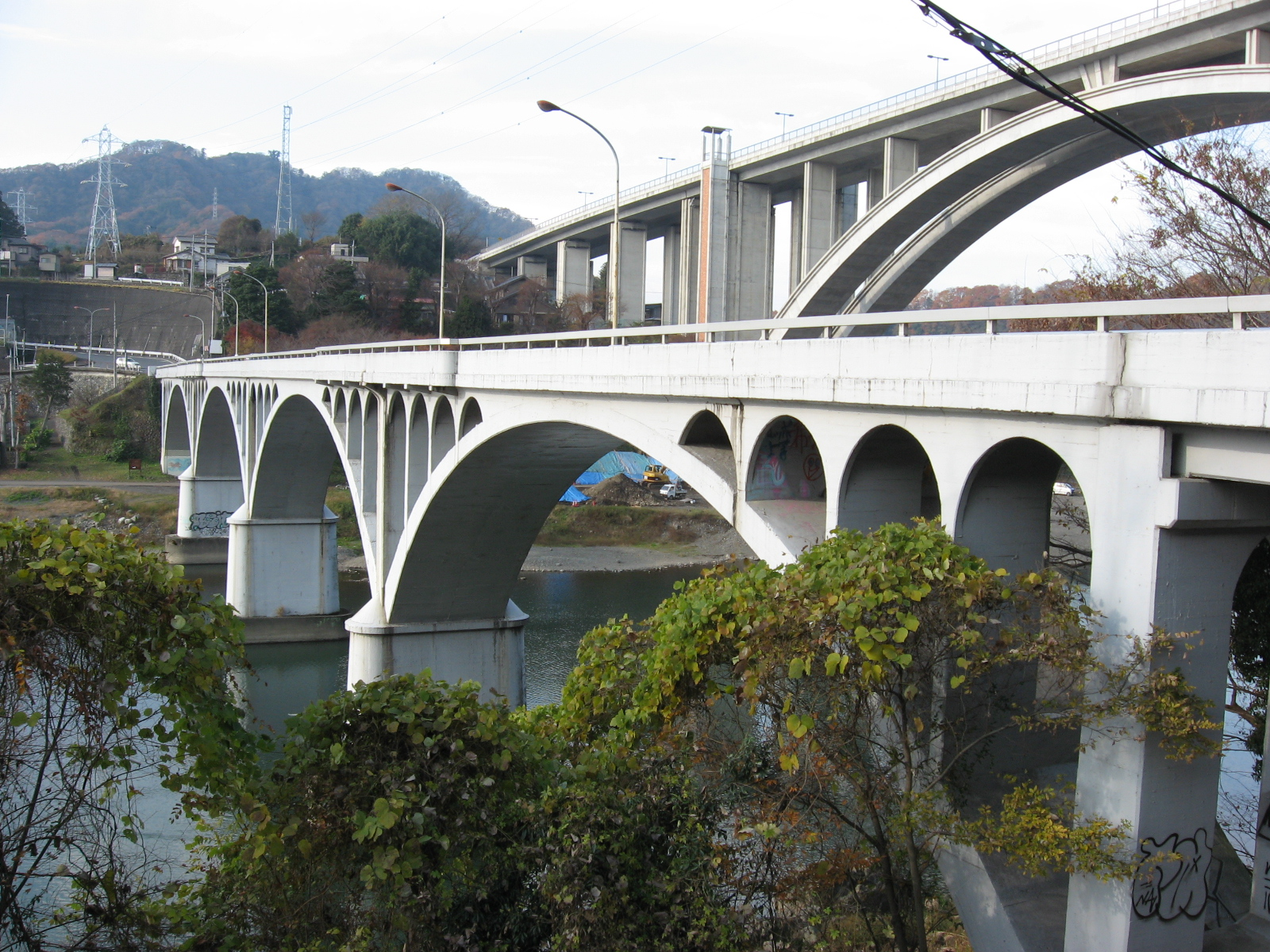
小倉橋 （相模川） 後方は新小倉橋

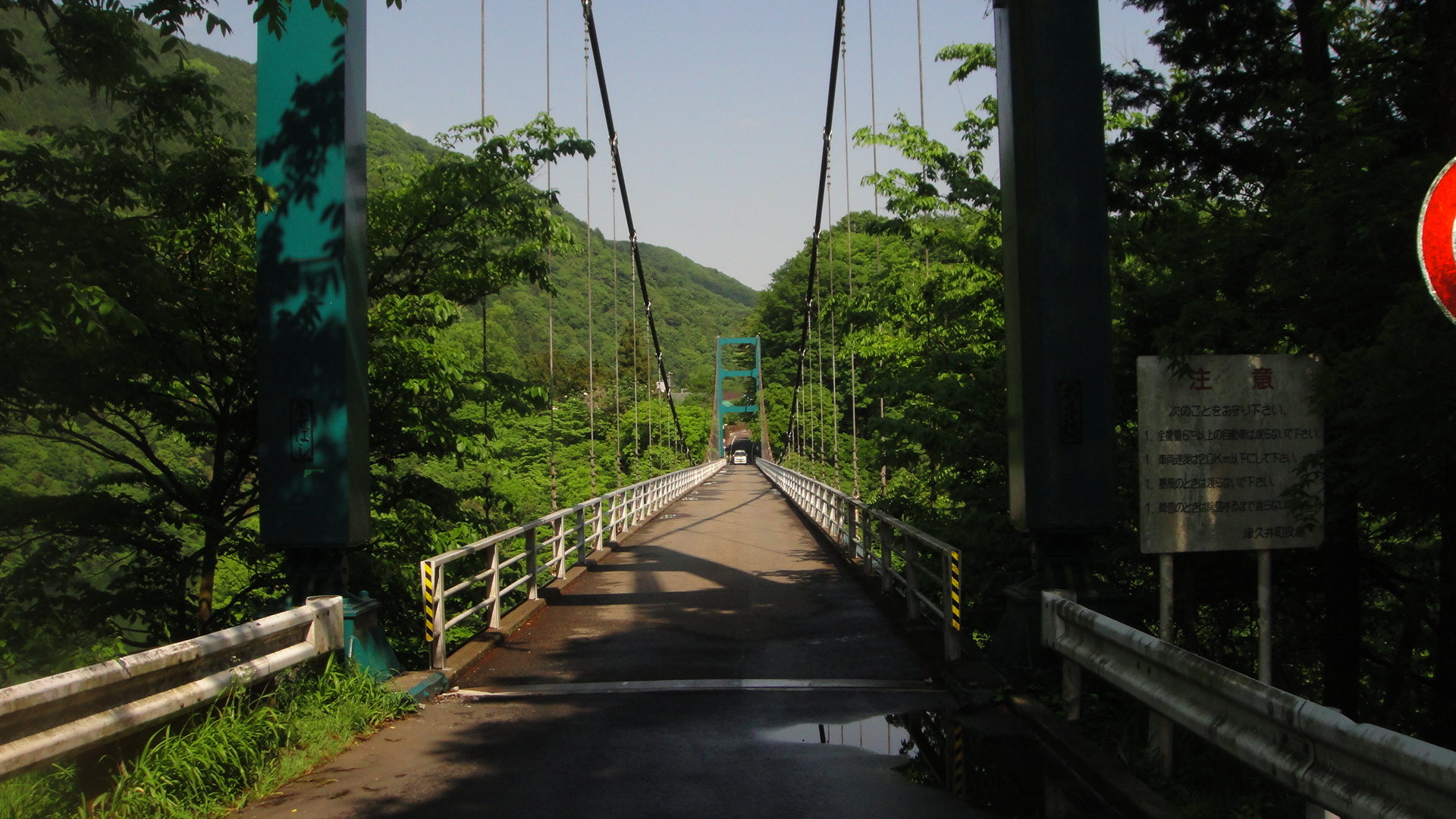
名手橋（津久井湖）

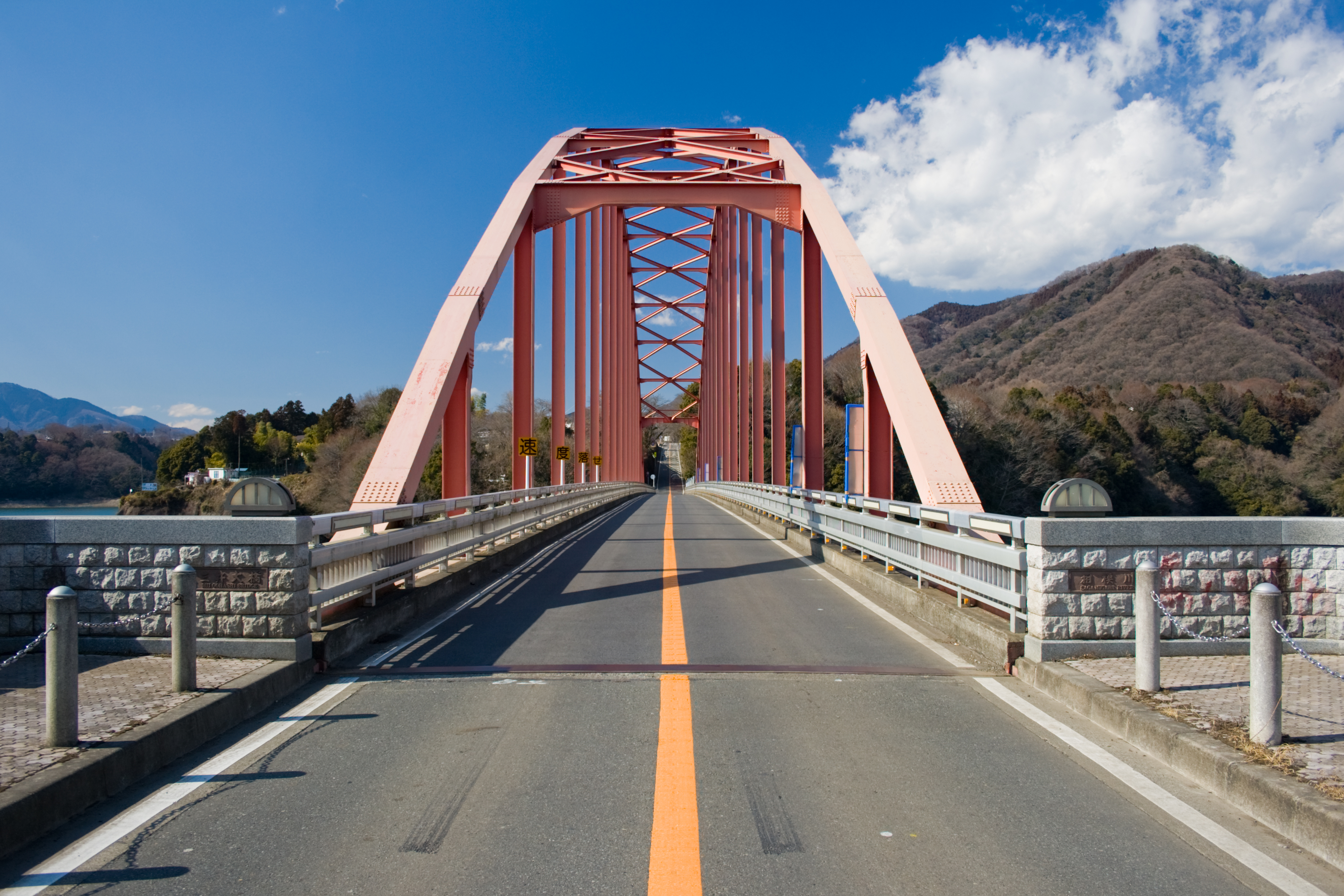
三井大橋 （津久井湖）

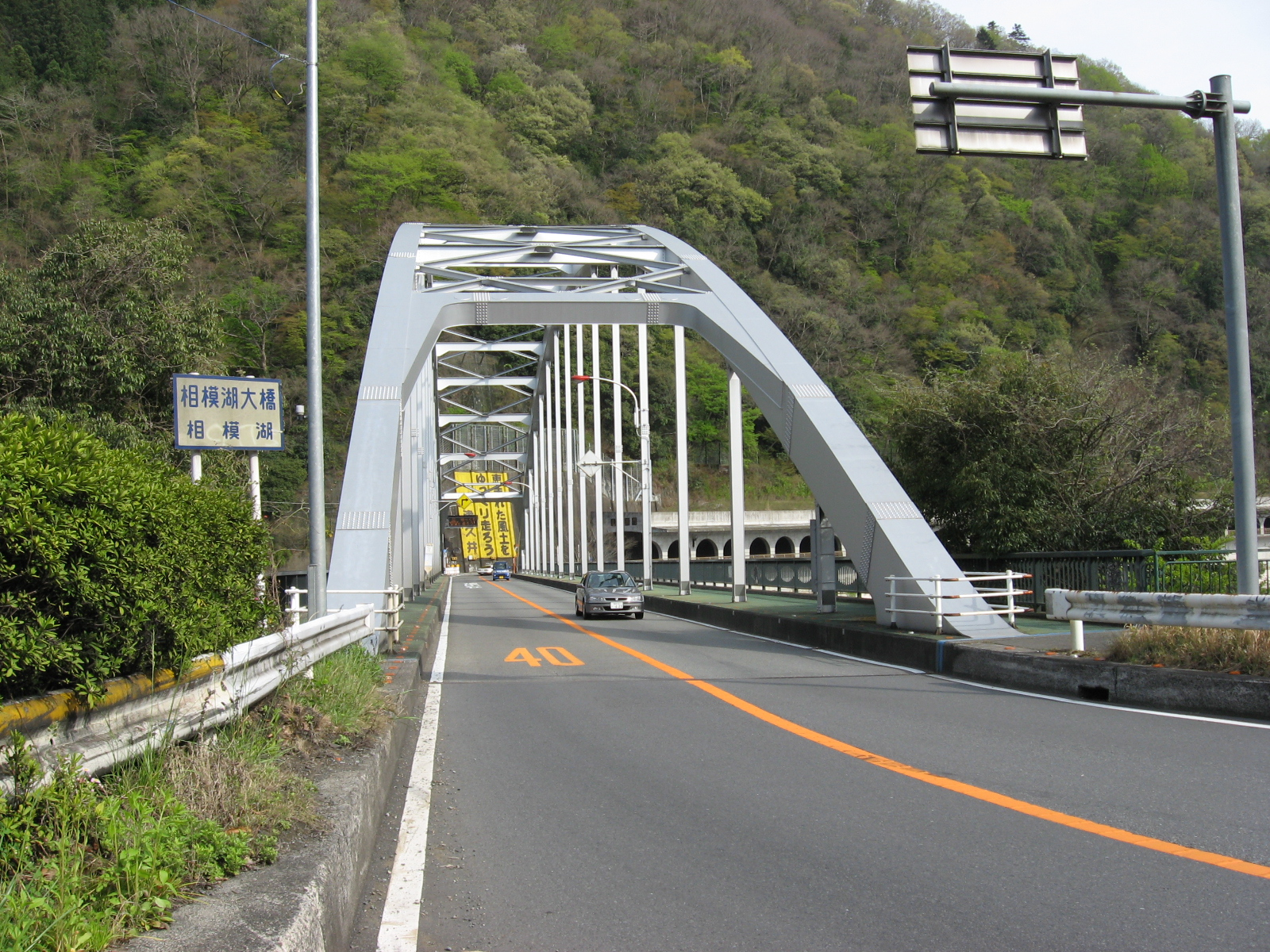
相模湖大橋 （相模湖）

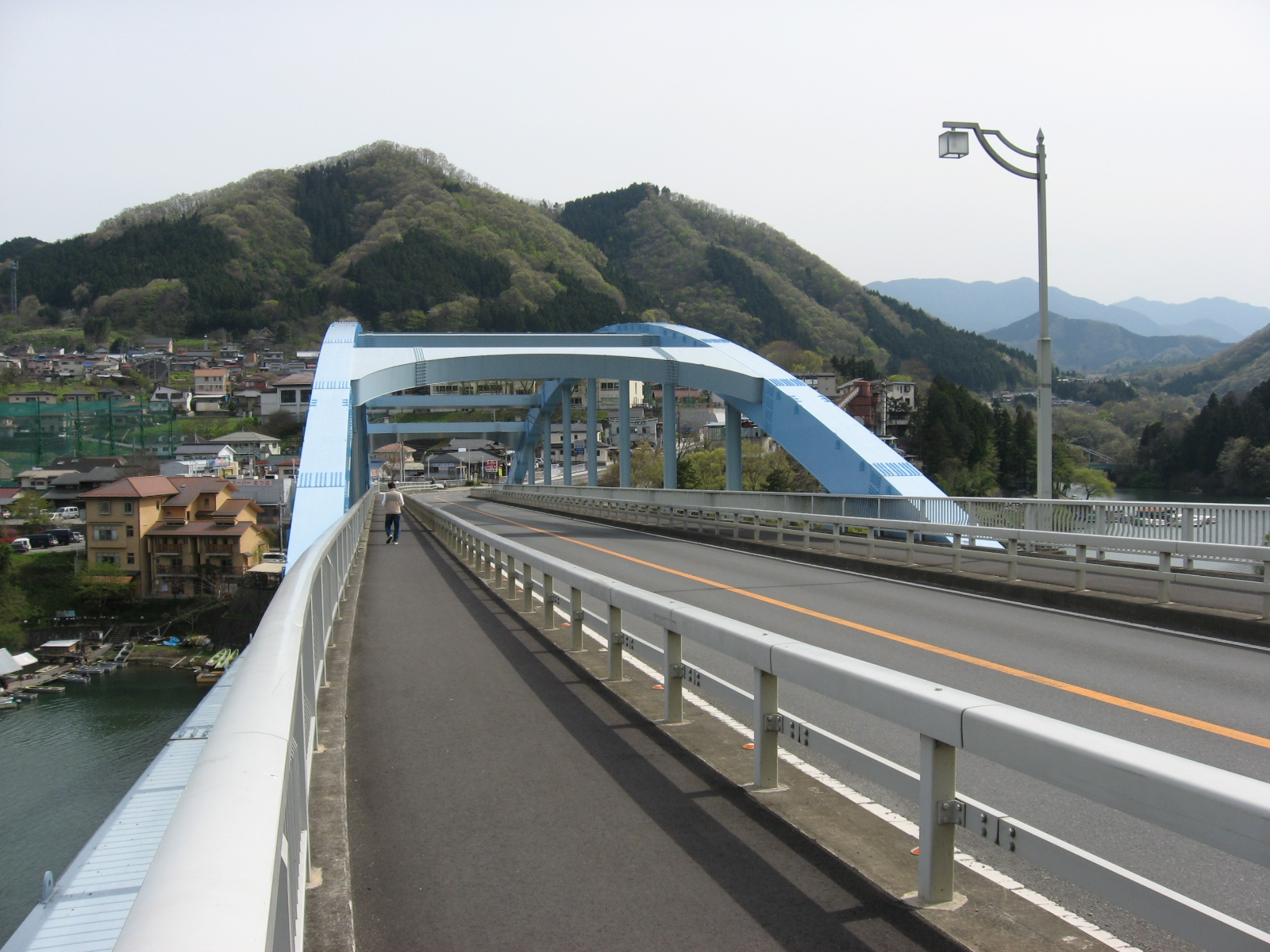
日連大橋 （相模湖）

所在地表記は選定当時のものを記す。
1. 打越橋（横浜市中区）
2. 浦舟水道橋（横浜市南区）
1893年に西之橋として仮設された日本最古のピン結合プラットトラス橋。横浜市認定歴史的建造物にも選定されている。
3. 江ヶ崎跨線橋（横浜市鶴見区・川崎市幸区）
新鶴見操車場に架かる跨線橋。1896年に英国で建造された隅田川橋梁・荒川橋梁のトラス橋3連を移設。2009年に撤去され、一部のみ新山下運河の霞橋（横浜市中区）に転用された。
4. 大岡橋梁（横浜市中区）
5. 大貫谷戸水路橋（横浜市旭区）
1952年に建設された橋長306mの水路橋。1日約48万立方メートルの相模湖系原水が通っている。
6. 霞橋（横浜市西区・南区境）
1928年竣工の鉄筋コンクリート製アーチ橋。横浜市認定歴史的建造物にも選定されている。
7. 金沢八景大橋（横浜市金沢区）
1982年に竣工した、橋長110mの2径間連続逆台形鋼箱桁橋。八景島駅と横浜八景島シーパラダイスとを結ぶ道路橋。
8. 鴨池橋（横浜市緑区・都筑区境）
1990年竣工の鋼連続鈑桁橋。
9. 称名寺平橋・反橋（横浜市金沢区）
10. 太鼓橋（鎌倉市。鶴岡八幡宮内の宮橋）
現橋は1927年に架けられた。
11. 鶴見川橋（横浜市鶴見区）
旧東海道が鶴見川を渡る橋で、選定当時の橋は1953年に竣工した橋長110mの鋼鈑桁橋。1996年に下路式ニールセンローゼ橋に架け替えられた。
12. 夷堂橋 ・ 歌の橋（鎌倉市）
いずれも鉄筋コンクリート床板橋で、夷堂橋は1974年竣工橋長12m、歌の橋は1961年竣工、橋長4.8m
13. 西鶴屋橋（横浜市西区）
1983年に竣工した橋長25mの鋼鈑桁橋。横浜駅西口近くにある。
14. 西之橋（横浜市中区）
1925年に竣工した橋長32.5mの鋼2ヒンジアーチ橋。横浜市認定歴史的建造物にも選定されている。かつてこの位置にあった橋は、浦舟水道橋として移設された。
15. 万国橋（横浜市中区）
16. 万代橋（横浜市神奈川区）
1928年に竣工した橋長54mの鋼ゲルバー桁橋。横浜市中央卸売市場の入口に位置する。
17. 響橋（めがね橋）（横浜市鶴見区）
18. フランス橋・ポーリン橋（横浜市中区）
横浜人形の家と港の見える丘公園とを結ぶ歩道橋。橋長120m、38mの鋼鈑桁橋
19. 弁天橋 （横浜市中区）
現橋は1976年に竣工した橋長54mの鋼鈑桁橋。桜木町駅と県庁方面とを結ぶ、本町通りの橋。
20. 瑞穂橋梁（横浜市神奈川区）
1934年に竣工した日本初の溶接鉄道橋。橋長77.2m。
21. 霧笛橋（横浜市中区）
港の見える丘公園内の大佛次郎記念館と神奈川近代文学館とを結ぶ歩道橋。1986年竣工の、鉄筋コンクリート製変断面連続桁橋。
22. 夕照橋 （横浜市金沢区）
1985年竣工の7径間PCスラブ橋。平潟湾を跨ぎ、野島公園と六浦町とを結んでいる。
23. 横浜ベイブリッジ （横浜市中区-鶴見区境）
24. 吉野橋（横浜市南区）
1926年竣工の鋼鈑桁橋。鎌倉街道が中村川を跨ぐ。
25. 昇龍橋（横浜市栄区）
建設年代不明の、石造りのアーチ橋。橋長5.5mで、いたち（㹨）川を渡る。
26. 新大扇橋（川崎市川崎区）
橋長91mで、鋼鈑桁橋と鋼鈑箱橋からなる。JFE東日本製鉄所内にある、日本では珍しい跳上式可動橋。
27. 大師橋（川崎市川崎区-東京都大田区境）
28. 六郷橋（川崎市川崎区-東京都大田区境）
29. ガス橋（川崎市中原区-東京都大田区境）
30. 丸子橋（川崎市中原区-東京都大田区境）
31. 二子橋（川崎市高津区-東京都世田谷区境）
32. 小泉橋（川崎市多摩区）
旧津久井街道が二ヶ領用水を跨ぐ橋で、1844年に石橋に架け替えられた。
33. 多摩水道橋（川崎市多摩区-東京都狛江市境）
世田谷町田線が多摩川を渡る356mの鋼プラットトラス橋で、長沢浄水場から東京都へ水道水を供給する水道管を併設している。
34. 天神橋（横須賀市）
小田和湾を渡り、佐島地区と天神島とを結ぶ。PC中空床版橋、橋長14.5m。1986年竣工。
35. 夫婦橋（横須賀市）
国道134号が平作川を渡る、1954年竣工の3径間連続変断面鉄筋コンクリート橋。
36. 下花水橋（平塚市-大磯町境）
橋長121mの3径間連続鋼箱桁橋。1989年竣工。
37. 湘南大橋（茅ヶ崎市-平塚市境）
3径間連続鋼箱桁橋3連からなり、橋長は698m。相模川の最も下流に架かる、国道134号の橋。1986年竣工。
38. 花水川橋（平塚市-大磯町境）
橋長120mの鉄筋コンクリート製変断面ゲルバー桁橋。国道134号が花水川を渡る。
39. 馬入橋（茅ヶ崎市-平塚市境）
現橋は1980年に竣工した4代目で、橋長563mの3径間連続鋼箱桁橋。国道1号が相模川を渡る。上下各1車線で、しばしば渋滞する。
40. 江の島大橋・江の島弁天橋（藤沢市）
41. 弁天橋（藤沢市）
片瀬江ノ島駅と江ノ島方面とを結ぶ人道橋。橋長88mのPCπ型ラーメン橋で、1987年に竣工した。
42. 遊行寺橋（藤沢市）
遊行寺門前にあり、旧東海道が境川を渡る。現橋は1960年に建設されたPC桁橋。
43. 白糸川橋梁（小田原市）
根府川駅近くにあり、JR東海道本線が白糸川を渡る。鉄道写真撮影の名所として知られる。現橋は1923年に建設された橋長119mの鋼ワーレントラス橋。
44. 片浦橋（小田原市）
1959年に建設された橋長71mのコンクリートアーチ橋。片浦橋と米神橋・白糸橋は国道135号の橋である。
45. 米神橋（小田原市）
1960年に完成した、日本初のPC曲線橋。橋長125m。
46. 白糸橋（小田原市）
1956年に完成した、鋼鈑桁曲線橋。橋長27m。同タイプの曲線橋としては日本初であり、建設に先駆けて種々の試験が行われるなど、日本の橋梁技術の向上に大いに役立った。
47. 住吉橋（小田原市）
小田原城内にある木造の反橋で、1990年に復元された。
48. 無名の石橋（小田原市）
二宮尊徳記念館近くにある、1915年に架けられた橋長5.8mの石橋。
49. ふれあい橋（茅ヶ崎市）
茅ヶ崎市役所・文化会館・中央公園を結ぶ歩道橋。1982年に建設された、全長188mのPC箱桁橋。
50. 東郷橋（逗子市）
1927年に建設された橋長10.6mの鉄筋コンクリート床版橋で、日露戦争での東郷平八郎の凱旋を祝って命名された。
51. 富士見橋（逗子市）
現橋は1988年に完成した橋長35mのPC桁橋で、京都の五条大橋を模して朱塗りが施されている。初代の橋は明治時代に架けられ、1955年に2代目の木橋に架け替えられた。下を田越川が流れていることから、当初は田越橋と呼ばれていた。
52. 相模川水路橋（相模原市-厚木市境）
1973年に竣工した、アーチ状の5径間鋼ランガー橋と鋼箱桁橋からなる水道専用橋。飯泉取水堰で取水した酒匂川の水一日最大180万トンを相模原の浄水場へ送っている。
53. 新昭和橋（相模原市南区-厚木市境）
国道129号バイパスが相模川を渡る。河川部の4径間連続鋼鈑桁橋450mと河川敷の高架部3径間連続鉄筋コンクリート床版橋6連および2径間連続床版橋1連306m、合計橋長756m。竣工は1979年。
54. 高田橋（相模原市中央区-愛川町境）
3径間連続鋼箱桁橋2連、橋長342m。1975年に竣工した。
55. 城ヶ島大橋（三浦市）
56. まほろば大橋（秦野市）
秦野駅前の水無川に架かる鋼箱桁・鋼鈑桁の並列橋で、道路橋と人道橋が併設されている。人道橋は広場になっており、時計塔が設けられている。1989年竣工。
57. 才戸橋（厚木市）
1986年に竣工した、橋長144mの変断面連続鋼鈑桁橋。
58. 相模大橋（海老名市-厚木市境）
59. 戸沢橋（海老名市-厚木市境）
60. 平成橋（厚木市）
1989年（平成元年）に完成した2径間連続鋼鈑桁橋。橋長62.3mで、国道412号が小鮎川を渡る。
61. 森のかけはし（厚木市）
県立七沢森林公園内の鉄筋コンクリートラーメン橋。1987年竣工。
62. 深見歩道橋（大和市）
国道246号大和厚木バイパスに架かる歩道橋。逆台形断面鋼箱桁橋。
63. 加寿美橋（伊勢原市）
1989年に完成した、橋長20mのPC中空床版橋。中央部にはバルコニーが設けられている。
64. 芹沢陸橋（座間市）
1989年に完成した、橋長99mの赤いアーチを持つ下路式鋼ローゼ橋。
65. 圓通橋・御供橋（南足柄市）
大雄山最乗寺にある石橋。両隣の圓通橋の間に御供橋があり、通常は御供橋の部分は通れない。1974年完成。
66. 岩流瀬橋（南足柄市）
1987年に完成した橋長163mの3径間連続鋼鈑桁橋。
67. 新武者寄橋（綾瀬市）
1984年に完成した橋長134mの4径間連続鋼鈑桁橋。
68. みそぎ橋（葉山町）
森戸川河口に架かる橋長22メートルのコンクリート橋。青銅の擬宝珠と朱色の欄干を持つ。この地はかながわの景勝50選にも選ばれている。
69. 本郷橋（大磯町）
1927年に建設された橋長16.8mの鉄筋コンクリート変断面ラーメン橋。
70. 足柄大橋（大井町-開成町境）
県道御殿場大井線が酒匂川を渡る。1987年に完成した橋長674mのPC有鉸ラーメン橋。
71. 大寺橋（松田町)
1988年に完成した橋長54.6mの連続鋼鈑桁橋。
72. 新十文字橋（松田町）
1970年に完成した橋長367mのゲルバー式連続鋼鈑桁橋。橋名は、かつてこの位置にあった船の渡り賃として10文を要したことに由来しているとの説がある。
73. 文久橋（松田町）
1987年に完成した橋長108mの連続鋼鈑桁橋。橋名は、かつてこの位置にあった船の渡り賃として文久銭1銭を要したことに由来している。
74. 永歳橋（山北町）
75. 東名酒匂川橋（山北町）
東名高速道路が酒匂川を渡る。曲線連続鋼トラス橋で、東名皆瀬川橋とともに1969年に竣工した。橋脚の直径は7m、高さは最大65m。下り線の右ルート（旧上り線）と左ルート（旧下り線）で分離されており、橋長は750m。
76. 東名皆瀬川橋（山北町）
東名高速道路の上路式逆ローゼ橋で開通から暫くは旧上り線（現下り線右ルート）と旧下り線（現下り線左ルート）の2本並列だったが、東名高速道路の拡幅により新設架橋が竣工した1990年からは同型式の橋が3本並列することとなった[2]。
77. 松ヶ山橋（山北町）
三保ダム下流に架かる橋長96.5mのPC斜張橋。日本初の張り出し架設で建設されたPC斜張橋として、1979年度の土木学会田中賞を受賞した。
78. 世附大橋（山北町）
丹沢湖に架かる鋼ランガー橋。橋長164.8m、1977年完成。
79. 旭橋（箱根町）
1949年完成のコンクリート製タイドアーチ橋。1967年に隣接する新旭橋が開通したため、宮ノ下方面行きの一方通行になっている。
80. 芦川橋（箱根町）
旧東海道から恩賜箱根公園内に移設された、橋長2.5mの石橋。
81. 出山の鉄橋（箱根町）
82. 八千代橋（箱根町）
1967年に完成した、橋長60mのアーチ橋。国道138号が蛇骨川を渡る。
83. 岩大橋（真鶴町）
真鶴道路の新道が岩漁港を跨ぐ。1980年に完成したPC箱断面ラーメン橋で、橋長は595m。
84. 権現橋（湯河原町）
湯河原温泉街にある、支間18.5mの鋼床版単純桁橋。1986年に建設された。
85. 日向橋（愛川町）
1930年に建設された曲弦鋼ワーレントラス橋。橋長62m。治水対策として、河川内に本橋の橋脚は建てていない。
86. 平山橋（愛川町）
1926年に建設された曲弦鋼プラットトラス橋3連。橋長113m。
87. 虹の大橋（清川村 、津久井郡津久井町・現相模原市緑区）
88. 宮ヶ瀬大橋（清川村）
89. 小倉橋（津久井郡城山町・現相模原市緑区）
90. 青野原大橋（津久井郡津久井町・現相模原市緑区）
橋長170mのPC3径間連続ラーメン橋。国道413号バイパスとして1989年に完成した。
91. 名手橋（津久井郡津久井町・現相模原市緑区）
1964年に完成した、津久井湖を渡る吊橋。橋長180m。
92. 三井大橋（津久井郡津久井町・現相模原市緑区）
1964年に完成した、朱色のアーチを持つ鋼ランガー橋。橋長212m。県道鳥屋川尻線が津久井湖を渡る。
93. 桂橋（津久井郡相模湖町・現相模原市緑区）
1988年に完成した橋長242mの下路式鋼ローゼ橋。
94. 相模湖大橋（津久井郡相模湖町・現相模原市緑区）: 相模ダムの上流で相模湖を渡る、国道412号の橋。橋長135mの下路式鋼ローゼ橋で、1971年に完成した。
95. 弁天橋（津久井郡藤野町・現相模原市緑区）
橋長72mの人道橋の鋼吊橋。1986年に完成し、東海自然歩道の一部として利用されている。
96. 嵐山橋（津久井郡相模湖町・現相模原市緑区）
橋長75mの道路橋で、日本初のディビダーク式張り出し架設工法で1959年に完成した。
97. 勝瀬橋（津久井郡相模湖町・現相模原市緑区）
日本最古の斜張橋として、1959年に完成した。主塔は旧橋（吊橋）のものを再利用していた。橋長128m。老朽化のため2006年に新しい橋に掛け替えられ、旧橋は2009年-2010年にかけて解体された。
98. 亀見橋（津久井郡藤野町・現相模原市緑区）
1983年に完成した、橋長94mの鉄筋コンクリートアーチ橋。
99. 日連大橋（津久井郡藤野町・現相模原市緑区）
橋長220mのワーレントラス橋で、中路式と上路式とを組み合わせた造りになっている。1959年完成。1992年にアーチ橋に代替[3]。
100. 弁天橋（津久井郡藤野町・現相模原市緑区）
1990年に建設された中路式ニールセンローゼ橋。橋長146m。